# Nomos (mitologia)
Nella religione dell'antica Grecia il Nomos (in greco: Νόμος) era lo spirito delle leggi, degli statuti e delle ordinanze. La moglie di Nomos è Eusebia (pietà) e la loro figlia è Dike (giustizia).
Un chiaro modo di concepire il nomos è ben descritto da Erodoto:
(Erodoto,Storie III, 38)